# Cartoniera ducale

Incrocio della Cartoniera di Cerreto Sannita negli anni '60.

La Cartoniera ducale (in dialetto cerretese “Cart'nèra”), era un opificio presente in entrambe le cittadine di Cerreto Sannita, antica e nuova, ai tempi del lungo periodo comitale segnalatosi per una fiorente economia basata sull'indotto del settore pastorizio.
Come ultima fase della filiera tessile prima del confezionamento degli indumenti, nella Cartoniera veniva eseguita l'operazione di “incartonatura” (oggi calandratura) dei panni-lana prodotti dalle tessitrici locali maggiormente in ambito domestico a cottimo che come lavoranti nelle piccole tessitorie. Con questo procedimento i panni appena inumiditi, ravvolti su se stessi attorno a piastre di ferro roventi ricoperte da cartoni, venivano poi sottoposti a forte pressione a forza di braccia tra grosse tavole costrette da viti anch'esse di legno chiamate “soppresse”; così in tal modo i panni acquistavano uniformità di spessore e lucentezza.

## Storia
Nella Cerreto antica la Cartoniera ducale venne edificata nel 1639 come la prima di genere del borgo medioevale, come attestato da una testimonianza di un eletto dell'Università riportata nella voluminosa documentazione a disposizione della Commissione Feudale incaricata al principio del XIX secolo di sciogliere i diritti feudali. Di proprietà del conte, al quale i cittadini interessati dovevano corrispondere il “diritto di incartonatura”, era costituita presumibilmente da uno o due più o meno ampi locali fatti costruire nei pressi del campanile della chiesa di San Martino. Ciò si evince da uno strumento del notaio Agostino Biondi del 1664 dove nel testo viene nominata la “cartoneram Ecc:mi Dom:ni Ducis Magdaluni sistentem in hac terra Cerreti prope Campanilem Collegiatae Ecclesiae Sancti Martini”.

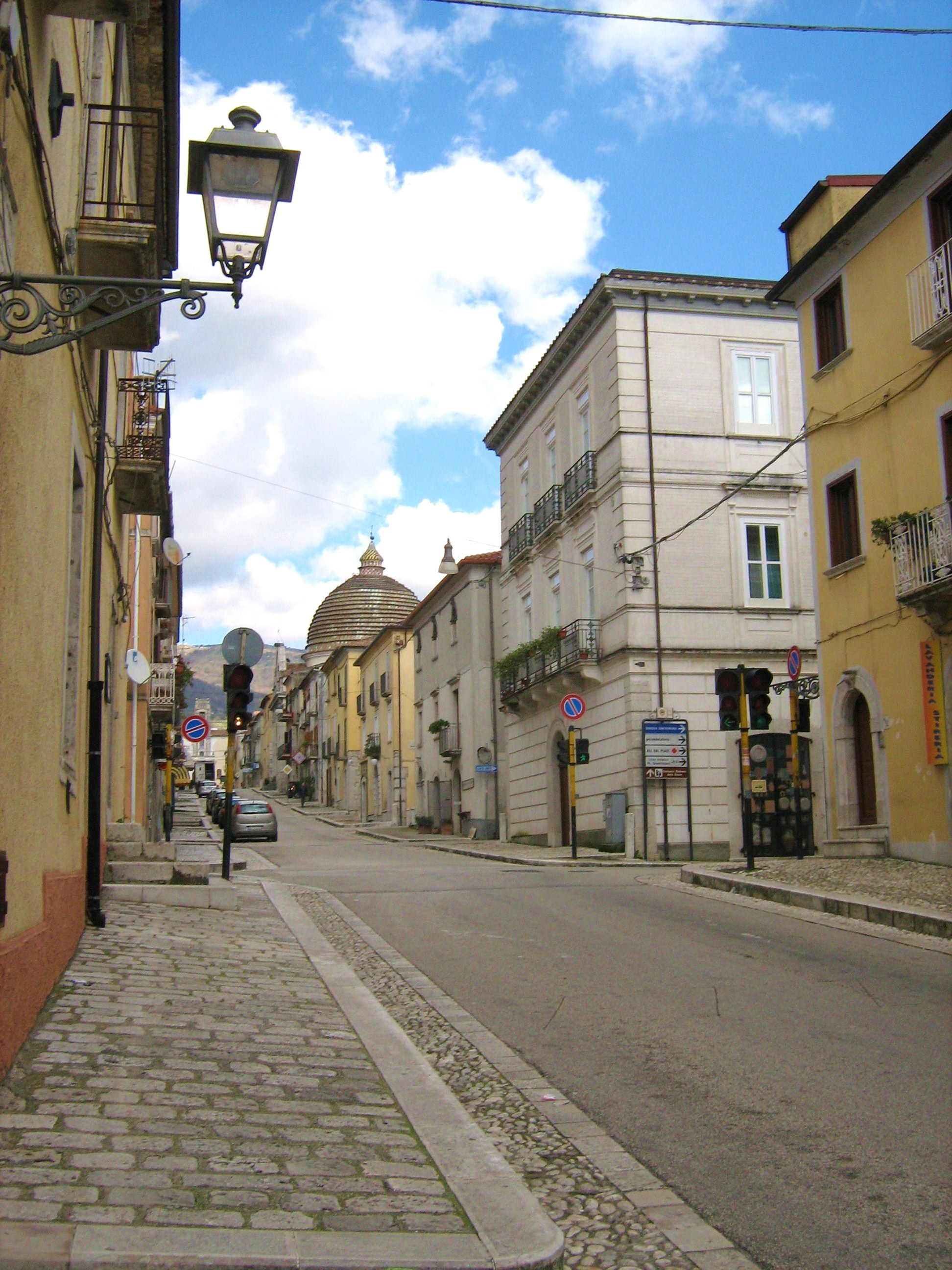
Incrocio della Cartoniera di Cerreto Sannita nel 2014. All'angolo superiore di destra il palazzo stile Liberty fine '800.

Dopo il terremoto del 5 giugno 1688 anche nella costruenda nuova cittadina, con la rinascita dell'industria tessile, si installò la “Cartoniera di Sua Eccellenza Padrone” il conte di Cerreto. Questa andava ad affiancare quelle domiciliate dei privati cittadini e l'altra accreditata situata nella vecchia Tintoria ducale riattivata dopo il sisma in quanto fortunosamente ancora in piedi e poi la successiva posta nel corrispettivo nuovo opificio del 1712. Ciò era dovuto in virtù dello “ius prohibendi” (nel caso specifico il diritto del conte di vietare o limitare all'Università la facoltà di poter costruire e gestire tintorie e cartoniere), clausola questa presente nella Convenzione del 1638 sulla gestione consociata degli opifici della filiera tessile siglata tra l'Università ed il feudatario di Casa Carafa di Maddaloni.
Per un più comodo adempimento degli obblighi procedurali e tributari da parte degli addetti alla “industria e mercanzia”, settori questi sui quali si reggeva l'economia di tutta la vita cittadina, nel frequentatissimo crocevia del rione centrale di Cerreto, proprio dirimpetto alla Cartoniera ducale l'Università destinò una stanza per bollare i panni. Qui sia i fabbricanti ma anche i privati cittadini (nonostante a questi ultimi fosse permesso di poter tingere e cartonare nelle proprie case i panni ma esclusivamente di solo uso proprio), vi si recavano in quanto tenuti al pagamento anticipato dei diritti relativi ai vari trattamenti industriali. Insieme a quello di piombatura che consisteva nell'apporre sigilli piccoli o grandi di piombo sulle pezze di panni per evitare che potessero sfuggire al controllo e quindi alla tassa stabilita, questi diritti riguardavano le operazioni di gualcatura, tintura ed incartonatura; gabelle queste che poi l'Università e la Camera Comitale per ciascuna voce si spartivano a seconda degli accordi presi.
Ma nel giro di un secolo o poco più il ridimensionamento del settore pastorizio portò di conseguenza anche al lento declino dell'industria cerretese dei panni-lana e quindi allo smantellamento delle cartoniere. Infatti in un documento di una causa civile iniziata nel 1847 tra gli eredi di Pasquale Mazzacane, nel descrivere le disponibilità patrimoniali di famiglia già si parla con riferimento al passato di “due stanze terranee site in contrada detta la Cartoniera”. Successivamente con molta probabilità proprio al posto delle suddette stanze e sul suolo attiguo dove erano presenti i locali della Cartoniera che aveva funzionato fino a qualche decennio prima, vi venne costruito a fine ottocento un palazzo stile Liberty.
Nella toponomastica locale dato il nome ad uno dei rioni più noti di Cerreto, anche a distanza di tanto tempo l'appellativo “Cartoniera” si è tramandato sino ai nostri giorni specie nelle espressioni dialettali (‘mmezz’ ‘a Cart'nèra, ‘mbonda a i puizz’ da a Cart'nèra, e così via) ad indicare il principale incrocio stradale cittadino.